# حوزه انتخابیه هفدهم کالیفرنیا
حوزه انتخابیه هفدهم کالیفرنیا یک حوزه انتخابیه مجلس نمایندگان آمریکا است که در ایالت کالیفرنیا قرار دارد.